# Braun Strowman
Adam Joseph Scherr (Sherrills Ford, 6 de setembro de 1983) é um lutador de luta livre profissional e um strongman.
Ele também é o vencedor do contrato Money in the Bank de 2018, o vencedor do combate Greatest Royal Rumble, onde ganhou o troféu e o título do WWE Greatest Royal Rumble, e também é duas vezes Campeão de Duplas do Raw, com Nicholas e Seth Rollins. Strowman encabeçou muitos eventos pay-per-view, incluindo as edições de 2017 do SummerSlam e Survivor Series. Ele detém o recorde de maior número de eliminações em um único combate Elimination Chamber com cinco, mais eliminações em um único combate Royal Rumble com 13 e está empatado em mais eliminações em um único combate de eliminação da Survivor Series com quatro. Ao estrear no plantel principal, Strowman foi associado a stable The Wyatt Family, usando uma máscara de ovelha negra e sendo fisicamente dominante. Durante suas aparições na WWE, Strowman foi retratado como um monstro imparável.

## Carreira comostrongman
Scherr ganhou seu American Strongman Corporation (ASC) Professional Card depois de vencer o NAS US Amateur National Championships em 5 de novembro de 2011. Ele venceu o 2012 Arnold Amateur Strongman World Championships em 4 de março de 2012, que teve lugar durante o Arnold Sports Festival ao lado do 2012 Arnold Strongman Classic. Essa vitória fez Scherr receber um convite no 2013 Arnold Strongman Classic. Ele competiu no SCL North American Championships em 8 de julho de 2012, terminando no 5º lugar. Ele também competiu no evento Giants Live Poland em 21 de julho de 2012, terminando em 7º lugar.

## Carreira no wrestling profissional

### World Wrestling Entertainment/WWE

#### NXT (2013–2015)
Em 12 de maio de 2013, foi reportado que Scherr havia assinado um contrato com a promoção de wrestling profissional WWE. Ele foi enviado para o WWE Performance Center em Orlando, Flórida, onde ele adotou o ring name Braun Strowman. Ele fez seu debut no ringue em um house show do NXT em Jacksonville, Flórida em 19 de dezembro de 2014, derrotando Chad Gable. Em 2 de junho de 2015, Strowman apareceu no Main Event em uma dark match, aonde ele derrotou um lutador local.

#### Plantel principal
Em 24 de agosto de 2015, no episódio do Raw, agora renomeado Braun Strowman, ele fez sua estréia no plantel principal da WWE atacando Roman Reigns e Dean Ambrose, se estabelecendo como o novo membro da stable vilã Wyatt Family, se juntando a Bray Wyatt e Luke Harper.  Strowman fez sua primeira luta televisionada no Raw de 31 de agosto, derrotando Ambrose por desqualificação. Strowman também veio a competir pela primeira vez em um pay-per-view da WWE no Night of Champions, onde ele, Bray Wyatt e  Luke Harper derrotaram Roman Reigns, Dean Ambrose e Chris Jericho em uma luta de trios.

#### Rivalidade com Sami Zayn (2016-2017)
Em 17 de outubro no Raw , ele derrotou três lutadores locais em uma Handicap Match . No final da partida, ele reivindica competição real, então Sami Zayn o confronta antes de empurrar o último. No dia 24 de outubro no Raw , ele anuncia que quer uma competição real, antes de ser interrompido por Sami Zayn que o ataca, mas ele assume o controle jogando-o na barricada de segurança. Em 31 de outubro no Raw , ele ganhou uma batalha real para se juntar à equipe do Raw , que enfrentará a do SmackDown durante a Survivor Series , eliminando R-Truth , Bo Dallas , Curtis Axel , Cesaro , Neville e Sami Zayn por último, neste também participando na luta estavam Titus O'Neil , Jinder Mahal , Sheamus , Goldust e outro lutador. Em 7 de novembro no Raw , ele perdeu para Kevin Owens um Fatal 5-Way que incluía Seth Rollins , Roman Reigns e Chris Jericho . 14 de novembro para o Raw , Chris Jericho, Seth Rollins e ele venceu o The New Day . No Survivor Series, ele é eliminado como um membro da equipe Raw por uma pontuação externa após passar pela mesa de comentários. No dia seguinte no Raw , ele retomou sua rivalidade com Sami Zayn, atacando-o antes da partida e, em seguida, vencendo-o durante a partida antes que Mick Foley decidisse parar a partida. Em 29 de novembro no Raw, ele derrotou R-Truth. No final da partida, ele tenta atacar Goldust antes de ir atrás de Sami Zayn que veio para salvá-lo. Em 12 de dezembro no Raw , ele derrotou Curtis Axel. Durante Roadblock: End of The Line , ele enfrentará Sami Zayn. Durante Roadblock: End of The Line, ele perde para Sami Zayn. No dia seguinte no Raw , ele ataca o pessoal da WWE antes de ser preso por Mick Foley, que o ordena que se vá embora. Mais tarde naquela noite, ele atacou Sin Cara e Titus O'Neil antes de atacar Seth Rollins e Roman Reigns no Evento Principal com a ajuda de Chris Jericho e Kevin Owens. Em 26 de dezembro no Raw , ele atacou Darren Young , Bo Dallas e The Shinning Stars . Em 2 de janeiro no Raw , ele derrotou Sami Zayn em uma Last Man Standing Match . Mais tarde naquela noite, ele interrompe Goldberg e Roman Reigns antes de ser atacado por este último que lhe deu uma Lança Dupla . Em 9 de janeiro no Raw , ele empatou contra Seth Rollins e foi anunciado para participar do Royal Rumble Match. Em 16 de janeiro no Raw , ele venceu com Kevin Owens e Chris Jericho contra Sami Zayn, Seth Rollins e Roman Reigns. No final da partida, ele foi atacado pelos dois últimos. Em 23 de janeiro no Raw , ele venceu com Rusev , Jinder Mahal e Titus O'Neil contra The New Day, Big Cass e Enzo Amore . No final da partida, ele é confrontado por Big Show .

#### Rivalries with Roman Reigns & Brock Lesnar (2017)
Durante o Royal Rumble , ele intervém na luta entre Kevin Owens e Roman Reigns pelo WWE Universal Championship , atacando este último e custando-lhe o título. Mais tarde na noite, ele participou no Royal Rumble Match em entrar 7 ª posição, mas foi eliminado por Corbin Baron em 9 ª posição. Em 30 de janeiro no Raw, ele enfrentou Kevin Owens pelo WWE Universal Championship, mas foi atacado por Roman Reigns no meio da luta. Em 6 de fevereiro no Raw , ele derrotou 4 competidores locais em uma partida de handicap 4 contra 1 . Mais tarde, é anunciado que ele enfrentará Roman Reigns durante Fastlane . Mais tarde naquela noite, ele distraiu Roman Reigns e o fez perder a partida contra Samoa Joe . No final da partida, ele ataca Roman Reigns. Em 13 de fevereiro no Raw , ele derrotou Mark Henry . No final da partida, ele é atacado por Roman Reigns, que lhe traz dois Superman Punch, mas assume o último contra-atacando sua Spear em Running Powerslam . Em 20 de fevereiro no Raw , ele venceu Big Show . No final da partida, ele foi atacado novamente por Roman Reigns, mas ganhou a vantagem usando seu Running Powerslam . Em Fastlane , ele perdeu pela primeira vez desde sua estreia na WWE em uma partida um contra um contra Roman Reigns. Em 13 de março no Raw , ele atacou Roman Reigns.
No dia seguinte à WrestleMania 33 , ele interrompe a comemoração de Brock Lesnar e , em seguida, confronta o último reivindicando uma luta pelo WWE Universal Championship antes de empurrá-lo para o lado. Na semana seguinte, no Raw , ele ataca violentamente Roman Reigns . Na semana seguinte no Raw , ele se gaba de ter atacado Roman Reigns antes de ser interrompido por Kurt Angle, que lhe diz que ele enfrentará Roman Reigns durante o Payback . Mais tarde naquela noite, sua luta contra Big Show terminou em NO Contest depois que o ringue desabou. Em 24 de abril no Raw , ele perdeu para Kalisto em uma luta de lixo. No final da partida, ele ataca violentamente o último. Durante o Payback, ele vence Roman Reigns. No final da partida, ele ataca o último fazendo-o sangrar depois de acertá-lo com a escada de metal. Em 8 de maio no Raw , ele foi atacado por Roman Reigns, que lhe deu três socos do Superman e chutou uma cadeira, antes que o último fosse preso pelos oficiais, permitindo-lhe fugir. Mais tarde naquela noite, é anunciado que ele tem um cotovelo machucado e ficará ausente por 6 meses. Ele retorna mais cedo do que o esperado em 20 de junho para o Raw . Na mesma noite, ele carrega seu finisher em Romain Reigns e diz a ele que sua rivalidade não acabou, então o desafia em uma Ambulance Match durante Great Balls of Fire . Em 27 de junho no Raw , ele ataca Roman Reigns jogando-o no caminhão da ambulância e, em seguida, colocando-o dentro. Em 3 de julho no Raw , ele derrotou Apollo Crews . No final da partida, ele tenta atacar o último, mas é interrompido por Titus O'Neil, então decide atacar o último antes de ser atacado por Roman Reigns que o carrega uma lança através de uma mesa abaixo do palco, perto da ambulância. Durante Great Balls of Fire , ele derrotou Roman Reigns em uma Ambulance Match . Ele foi atacado por este último antes de Roman Reigns colocá-lo na ambulância, então Roman Reigns deu ré na ambulância até que ela bateu em um caminhão da WWE. Depois que os bombeiros chegaram e saíram ensanguentados, ele caía toda vez que se levantava e ia embora sem ser tratado.
Em 17 de julho no Raw , ele fez seu retorno interrompendo a partida entre Roman Reigns e Samoa Joe , atacando os dois homens, apesar de uma aliança entre eles para combatê-lo. No Raw de 24 de julho, Kurt Angle anuncia que enfrentará Samoa Joe, Roman Reigns e Brock Lesnar em uma luta de quatro homens no SummerSlam pelo WWE Universal Championship . Depois disso, uma luta começa entre os três homens, onde ele vai descontar uma Coquina Clutch de Samoa Joe e uma Spear de Roman Reigns antes de usar seu PowerSlam no último. Em 31 de julho no Raw , ele perdeu em uma Triple Threat Match contra Samoa Joe e Roman Reigns para o benefício deste último. Em 7 de agosto no Raw , ele derrotou Roman Reigns em uma Last Man Standing Match , graças à intervenção de Samoa Joe. Durante SummerSlam, ele perdeu um Fatal 4-Way Match que incluiu Samoa Joe, Roman Reigns e Brock Lesnar, para o benefício deste último, apesar de tê-lo passado por duas mesas de comentaristas e enterrado sob uma mesa durante o jogo. No dia seguinte no Raw , ele interrompe a celebração de Brock Lesnar, que desencadeou uma luta entre os dois homens, onde ele vestirá duas vezes seu Oklahoma Stampede no último antes de celebrar com o WWE Universal Championship. Mais tarde naquela noite, é anunciado que ele enfrentará Brock Lesnar no No Mercy pelo WWE Universal Championship. Em 4 de setembro no Raw , ele derrotou Big Show em uma Steel Cage Match e depois dessa luta ele infligiu um PowerSlam nele através da jaula. Em 11 de setembro no Raw , ele confronta Brock Lesnar onde ele pega um Suplex alemão do último antes de se levantar diretamente e então usar um Chokeslam e seu Oklahoma Stampede no último antes de celebrar com o WWE Universal Championship. Mais tarde naquela noite, ele perdeu por desqualificação para John Cena depois de atacá-lo com os degraus de metal. No final da partida, ele ataca o último carregando seu Oklahoma Stampede nas escadas de metal. Em 18 de setembro no Raw , ele foi entrevistado por Michael Cole e ao mesmo tempo falou com o Campeão Universal. Em seguida, ele interrompe a promoção de Enzo Amore e ataca ferozmente este deixando o campo aberto para Neville . Durante No Mercy , ele perdeu para Brock Lesnar e não ganhou o WWE Universal Championship .
No dia seguinte no Raw , ele ataca violentamente Curt Hawkins , jogando-o na tela eletrônica. Mais tarde naquela noite, ele bate Dean Ambrose . Mais tarde naquela noite, ele ataca Enzo Amore vestindo-o com seu Oklahoma Stampede . Na semana seguinte no Raw , ele venceu Seth Rollins . No final da partida, ele ataca o último, depois Dean Ambrose, que tentou detê-lo. O9 de outubrono Raw , ele venceu Matt Hardy . No final da partida, ele é atacado por The Shield, que lhe traz uma Powerbomb Triple Aided através da mesa de comentários. Mais tarde naquela noite, o Miz anuncia a Kurt Angle que ele está adicionando-o à sua equipe no TLC , transformando a partida de duplas de 6 jogadores em uma partida de handicap 3 contra 4 no TLC . Na semana seguinte no Raw , ele derrotou Roman Reigns em uma Steel Cage Match , graças a uma intervenção externa de Kane . O22 de outubrono TLC , The Bar , Kane , The Miz e ele perderam para Seth Rollins , Dean Ambrose e Kurt Angle em um Handicap TLC Match 3 contra 5 .

#### WWE Universal Championship Race (2017-2018)
O 30 de outubrono Raw , ele ataca The Miz e Miztourage e carrega 5 Powerslams em Curtis Axel , incluindo um através da mesa de comentários. Na semana seguinte no Raw , ele derrotou The Miz por desqualificação, sendo atacado por Kane. No final da partida, uma luta começa entre ele e ele, mas ele ganha a vantagem vestindo seu Oklahoma Stampede e jogando-o para fora do ringue, antes de atacar The Miz . O13 de novembrono Raw , ele estava escalado para enfrentar Kane, mas a luta não começou, após uma briga entre os dois que acabou, depois que ele carregou seu Oklahoma Stampede em Kane através do ringue. O19 de novembrona Survivor Series , a equipe Raw ( Kurt Angle , Samoa Joe , Finn Bálor , Triple H & lui) venceu a equipe SmackDown ( Shane McMahon , Bobby Roode , John Cena , Shinsuke Nakamura e Randy Orton ) em uma Série Sobrevivente Tradicional de 5 Homens Partida de Eliminação . Após o jogo, ele usa dois Oklahoma Stampede on The Game , após o último atacar o capitão de seu time. No dia seguinte no Raw , ele confronta Triple H e Jason Jordan . Esta luta terminará com a desclassificação de Jason Jordan, após o ataque de Kane. Na semana seguinte no Raw , ele por sua vez ataca Kane com uma cadeira e o carrega com seu Running Powerslam nos degraus de aço. O4 de dezembrono Raw , ele ataca Elias usando seu Running Powerslam . Mais tarde, é anunciado que ele enfrentará Kane na semana seguinte. A próxima semana no Raw , sua partida com Kane para determinar o aspirante n o  1 ao título Universal no Royal Rumble , termina em No Contest . No final da partida, ele e Kane lutam, mas ele ganha a vantagem carregando seu Running Powerslam sobre a mesa. O18 de dezembrono Raw , ele reivindica uma luta pelo título Universal com Kane , antes de ser interrompido por Brock Lesnar, que ataca os dois. Na semana seguinte no Raw , ele derrotou Bo Dallas & Curtis Axel em um Handicap Match 2 contra 1 . No final da partida, ele os ataca dando a cada um deles seu Running Powerslam .
O 1 ° de janeiro de 2018no Raw , ele venceu Heath Slater e Rhyno . No final da partida, ele os ataca usando cada um deles duas vezes com seu Running Powerslam . Na semana seguinte no Raw , ele ataca Kane e Brock Lesnar derrubando o cenário com um gancho sobre eles. O15 de janeirono Raw , ele balança Curt Hawkins sobre uma mesa. O22 de janeiroDurante o 25 º aniversário da Raw , uma enorme quebra de luta fora entre Kane, Brock Lesnar e ele. Kane é rapidamente colocado fora de ação, então logo após ele ataca Brock Lesnar e o carrega com seu Running Powerslam pela mesa de comentários. O29 de janeirono Royal Rumble 2018 , ele perde uma Triple Threat Match para Brock Lesnar , que também inclui Kane , por não conseguir ganhar o título do WWE Universal Championship | No dia seguinte no Raw , ele derrotou Kane em uma Last Man Standing Match e se classificou para a Elimination Chamber Match masculina, que acontecerá na Elimination Chamber . O30 de janeirodurante o Mixed Match Challenge , Alexa Bliss e ele derrotam Becky Lynch e Sami Zayn . O5 de fevereirono Raw , ele perdeu uma Triple Threat Match para Elias , que também incluía John Cena , por não ter o privilégio de entrar no Men's Elimination Chamber Match em último lugar. Após a luta, ele usa dois Running Powerslams no Elias e um no John Cena . O19 de fevereiroNo Raw , ele venceu um Gauntlet Match ao eliminar The Miz , este combate também incluiu John Cena , Roman Reigns , Finn Bálor , Seth Rollins e Elias . Após a luta, ele usa seu Powerslam duas vezes no The Miz , uma no Bo Dallas e uma vez no Curtis Axel . O25 de fevereirona Elimination Chamber , ele perdeu a Men's Elimination Chamber Match para Roman Reigns , após eliminar sucessivamente seus 5 outros oponentes, não conseguindo obter uma luta pelo título Universal na WrestleMania 34 . Após a partida, ele ataca o Samoano carregando dois PowerSlam e fazendo-o passar por uma das células da Câmara de Eliminação.
No dia seguinte no Raw , ele venceu Elias por desqualificação. Na semana seguinte no Raw , ele derrotou Elias em uma Symphony of Destruction Match . O6 de marçodurante o Mixed Match Challenge, Alexa Bliss e ele derrotam Naomi e Jimmy Uso .

#### RawTag Team Champion e WWE Greatest Royal Rumble Winner (2018)
Em 12 de março no Raw , ele ganhou um Battle Royal determinando os adversários aos títulos de equipe do Raw ao derrotar cinco times (The Titus WorldWide, The Revival , The Miztourage, The Club e Heath Slater e Rhyno ), ele eliminou The Titus Worldwide, Heath Slater, The Miztourage e The Club. Em 19 de março no Raw , ele derrotou Cesaro . Em 20 de março, durante as semifinais do torneio Mixed Match Challenge, Alexa Bliss e Braun Strowman perderam para The Miz e Asuka e foram, portanto, expulsos do torneio. Em 26 de março no Raw , ele derrotou Sheamus . Em 2 de abril no Raw , ele atacou o The Bar , mais tarde nos bastidores, ele jogou Curt Hawkins através de uma parede quando ele se ofereceu para se tornar seu parceiro de tag team. Na WrestleMania 34 , ele venceu o WWE Raw Tag Team Championship com "El Sensational" Nicholas, um filho do público batendo The Bar . Diz-se que ele é filho do árbitro da World Wrestling Entertainment , John Cone. Em 9 de abril no Raw , Braun Strowman e Nicholas deixaram o RAW Tag Team Championships vago devido à pouca idade de Nicholas. Em 16 de abril no Raw , ele e Bobby Lashley , Finn Bálor , Seth Rollins , Bobby Roode venceram The Miz , Kevin Owens , Sami Zayn e The Miztourage. Em 23 de abril no Raw , ele e Bobby Lashley venceram Kevin Owens e Sami Zayn .
Em 27 de abril, ele ganhou o Maior Royal Rumble Jogo entrando em 41 º posição e eliminando Big Cass passado e 12 outros participantes e quebra o recorde de Roman Reigns que tinha 12 participantes eliminados no Royal Rumble em 2014 , ele também ganhou o WWE Maior Campeonato Royal Rumble. Em 30 de abril Raw , Roman Reigns, Bobby Lashley e ele venceram Kevin Owens , Sami Zayn e Jinder Mahal . Durante o Backlash , ele e Bobby Lashley venceram Kevin Owens e Sami Zayn . No final da partida, ele usa seu Running Powerslam nelas. Em 7 de maio no Raw , ele foi o primeiro a se qualificar para Money in The Bank ao derrotar Kevin Owens . Em 14 de maio no Raw , ele perdeu com Finn Bálor contra Drew McIntyre e Dolph Ziggler . Em 21 de maio no Raw , ele fez sua entrada acertando Elias violentamente , depois derrotou Finn Bálor em uma partida de simples. Em 28 de maio no Raw , ele perdeu para Finn Bálor por desqualificação após um ataque de Kevin Owens. Mais tarde, ele ataca Kevin Owens e Bobby Roode , usando seu Running Powerslam uma vez em Roode e duas vezes em Owens. Em 4 de junho no Raw , ele derrotou Bobby Roode . Em 11 de junho no Raw , ele derrotou Kevin Owens , Bobby Roode e Finn Bálor em um Fatal 4-Way Match .

#### Mr. Money in the Bank e rivalidade com o Barão Corbin (2018-2019)
O 17 de junhoem Money in the Bank , ele pega a pasta, derrotando Bobby Roode , Kevin Owens , Finn Bálor , The Miz , Samoa Joe , Rusev e Kofi Kingston em uma disputa de dinheiro masculino no banco . No dia seguinte no Raw , ele e Finn Bálor perderam para Constable Baron Corbin e Kevin Owens . O25 de junhono Raw , ele e Kevin Owens derrotam Finn Bálor e Constable Baron Corbin . O2 de julhono Raw , ele bate Kevin Owens por contagem de visitantes. Após a partida, ele tranca o canadense em um cubículo de banheiro público e escala a plataforma. O15 de julhono Extreme Rules , ele perdeu uma Steel Cage Match para Kevin Owens depois de jogá-lo para fora do ringue do topo da jaula.
O 23 de julhono Raw , Stéphanie McMahon anuncia uma partida contra Kevin Owens no SummerSlam , onde o caso Money in the Bank será colocado em jogo. Na semana seguinte no Raw , ele perde por contagem para Jinder Mahal , porque estava fora do ringue para perseguir Kevin Owens, que estava tentando roubar sua pasta do Money in the Bank. O6 de agostono Raw , ele vira o palco do Kevin Owens Show com Kevin Owens, Jinder Mahal e Sunil Singh nele. Mais tarde, ele perdeu para Jinder Mahal por desqualificação, após acertá-lo acidentalmente com sua maleta Money in the Bank, que Kevin Owens tentou roubar novamente. O19 de agostono SummerSlam , ele derrotou Kevin Owens em menos de dois minutos em um jogo unilateral e ficou com sua pasta. No dia seguinte no Raw , ele atacou Roman Reigns, que tinha acabado de manter seu título Universal contra Finn Bálor . Ele tenta sacar sua pasta, mas não tem tempo, pois Seth Rollins e Dean Ambrose vêm defender o Samoano. Ele acabou na mesa de comentários dos Estados Unidos após uma Triple Powerbomb do Shield. Na semana seguinte no Raw , ele anuncia a Roman Reigns que está trocando seu contrato de Dinheiro no Banco para o Inferno em uma Célula em uma Combate Inferno em uma Célula . Ele e Roman Reigns mais tarde derrotaram Dolph Ziggler e Drew McIntyre por desqualificação , após se voltarem contra seu parceiro. Após a luta, ele o vence junto com Ziggler e McIntyre. Dean Ambrose e Seth Rollins tentarão ajudar Reigns, mas em vão, porque ele então inflige seu Running Powerslam nos três homens , antes de posar com Ziggler e McIntyre, realizando assim um Heel Turn .
O 3 de setembrono Raw , ele bate Finn Bálor . Após a partida, Ziggler , McIntyre e ele atacam o irlandês, mas são então atacados pelo Escudo , mas eles receberão alívio da maioria dos Raw Heels , com os quais eles vão espancar os membros do Escudo. Na semana seguinte no Raw , ele confronta Roman Reigns , em seguida, uma luta começa entre os dois homens, onde ele irá descontar o último Samoan Drop do topo da mesa de comentários. O16 de setembrono Hell in a Cell , sua partida contra Roman Reigns termina em empate, após Brock Lesnar atacá-los com peças de mesa e carregá-los com um F-5 cada. Ele então se torna o quarto Superstar a falhar na coleção de sua pasta, depois de John Cena , Damien Sandow e Baron Corbin . O1 ° de outubrono Raw , ele derrotou Dean Ambrose por desqualificação após ser atacado por Roman Reigns . Mais tarde, McIntyre derrota Seth Rollins. Após a partida, uma luta começa entre The Shield, McIntyre, Ziggler e ele, mas os três Heels nocautearão seus oponentes.6 de outubrono Super Show-Down , ele e Dolph Ziggler , Drew McIntyre perdem para o Shield em um Six-Man Tag Team Match . O8 de outubrono Raw , eles venceram o Shield após um chute de Claymore de McIntyre em Ambrose. No dia seguinte, no Mixed Match Challenge, Ember Moon e ele derrotaram o Team B'n'B ( Finn Bálor e Bayley ). O15 de outubrono Raw , McIntyre, Ziggler e ele perdem para o The Shield . Após a luta, ele executa um Face Turn usando seu Oklahoma Stampede no Ziggler , então o escocês lhe dá um chute Claymore .
O 22 de outubrono Raw , ele anuncia que vai vencer Brock Lesnar pelo título Universal antes de ser atacado por Drew McIntyre, que lhe dá um chute de Claymore . No final da noite, ele intervém durante a partida entre Dolph Ziggler e Drew McIntyre contra Dean Ambrose e Seth Rollins , fazendo-os vencer, confirmando seu Face Turn . Na semana seguinte no Raw , Brock Lesnar interrompe Baron Corbin antes de sua chegada. Ele usa três Running Powerslam no GM do show vermelho, antes de ser submetido a um F-5 do campeão Universal.
O 2 de novembrona Jóia da Coroa , ele não conquistou o título Universal , batido por Brock Lesnar , tendo levado um soco na cabeça pelo Barão Corbin antes da luta. O18 de novembrona Survivor Series (2018) , a equipe Raw ( Drew McIntyre , Dolph Ziggler , Bobby Lashley , Finn Bálor e ele) venceu a equipe SmackDown ( Samoa Joe , The Miz , Rey Mysterio , Jeff Hardy e Shane McMahon ) no 5-Men Partida de eliminação tradicional do Survivor Series . No dia seguinte no Raw , Elias , Finn Bálor e ele viram a sua luta de eliminação de 6 homens Tag Team contra o Baron Corbin , Drew McIntyre e Bobby Lashley terminaram em No Contest , quando os três Heels o atacaram. O barão Corbin esmagou seu braço direito com os passos do ringue. Terá de ser operado ao cotovelo e ficará ausente entre 2 e 6 semanas.Na TLC , regressa com o cotovelo numa tipóia. Ajudado por Bobby Roode , Chad Gable , Apollo Crews , Finn Bálor e Heath Slater , ele derrotou Baron Corbin , encerrando suas funções como GM interino do Raw e garantindo uma luta pelo Título Universal no Royal Rumble .
O 7 de janeiro de 2019no Raw , ele confronta Brock Lesnar cara a cara. Na semana seguinte no Raw , ele destruiu a limusine de Vince McMahon , perdendo a oportunidade de enfrentar Brock Lesnar pelo título Universal no Royal Rumble . O21 de janeirono Raw , perdeu para Finn Bálor por desclassificação, após intervenção de Lesnar. O27 de janeiroo Royal Rumble , ele entrou no Royal Rumble masculino em 27 ª posição, mas foi eliminado passado por Seth Rollins . No dia seguinte no Raw , ele derrotou Drew McIntyre por desqualificação, após uma intervenção do Barão Corbin . Após a partida, ele foi atacado por este último que lhe deu um duplo Chokeslam nos degraus de aço. O4 de fevereirono Raw , ele e Kurt Angle perderam para Baron Corbin e Drew McIntyre por desqualificação, após sufocarem o escocês nas escadas de aço. Na semana seguinte no Raw , acompanhado por Kurt Angle , vem em auxílio de Finn Bàlor , após a vitória deste último sobre Drew McIntyre por desqualificação, na sequência da intervenção de Bobby Lashley . Mais tarde naquela noite, ele e Finn Bàlor , Kurt Angle derrotaram o Baron Corbin , Drew McIntyre e Bobby Lashley em uma luta de equipes de 6 pessoas . O17 de fevereirona Elimination Chamber , ele perdeu para o Baron Corbin , este último tendo recebido a ajuda de Drew McIntyre e Bobby Lashley . No dia seguinte no Raw , ele derrotou o Baron Corbin em uma Tables Match . O4 de marçoNo Raw , ele perdeu Kurt Angle , Finn Bálor e para Bobby Lashley , Drew McIntyre e Baron Corbin em uma luta de times de 6 homens . Após a partida, eles são espancados pelos oponentes. O18 de marçono Raw , Finn Bálor derrotou Lio Rush e Bobby Lashley .
O 1 st abril a Raw , ele derrotou dois lutadores locais em uma Handicap Match 2-em-1 . O7 de abrildurante o pré-show na WrestleMania 35 , ele venceu o Andre the Giant Battle Royal . O13 de maiono Raw , ele perdeu para Sami Zayn em uma partida Falls Count Anywhere , após intervenções de Baron Corbin e Drew McIntyre , perdendo seu lugar no Men's Money in the Bank Ladder Match . Na semana seguinte no Raw , ele venceu Sami Zayn .

#### Rivalidade com Bobby Lashley &RawTag Team Champion (2019)
O 27 de maiopara Raw , ele perde um Fatal 4-Way Jogo rosto Corbin Baron , que também inclui The Miz & Bobby Lashley , contra quem ele luta até mesmo nos bastidores, não só aspiram a tornar-se n o  1 ao título Universal para Super confronto . O7 de junhono Super ShowDown , ele derrotou Bobby Lashley usando seu Running PowerSlam . O10 de junhono Raw , o Miz , Ricochet e ele derrotam Cesaro , Samoa Joe e Bobby Lashley em uma partida de duplas de 6 homens . A próxima semana no Raw , ele perde um Fatal 5-Way Elimination Match rosto Ricochet , que também inclui o Miz , Cesaro & Bobby Lashley , aspirante não se tornar n o  1 para o título dos Estados Unidos para Stomping Grounds .
O 1 st julho a Raw , as quedas de Count Anywhere Jogo rosto Bobby Lashley termina em nenhuma competição , porque ele carrega uma lança sobre o todo poderoso através das telas da arena, causando uma série de explosões. Os dois Superstars são transportados de ambulância para o hospital mais próximo. O14 de julhoRegras extremas , ele derrotou Bobby Lashley em uma luta Last Man Standing . No dia seguinte na Raw , ele perde o Cross-Branded Top 10 All-Star Battle Royal para o benefício de Seth Rollins , aspirante não se tornar n o  1 ao título Universal no SummerSlam . Esta batalha real também incluiu Bobby Lashley , Roman Reigns , Rey Mysterio , Sami Zayn , Big E , Baron Corbin , Randy Orton e Cesaro .

O 12 de agostono Raw , ele vem em auxílio de Seth Rollins , que derrotou AJ Styles por desqualificação, após intervenção externa de Luke Gallows e Karl Anderson e é atacado por The OC , precedido por Ricochet . Depois de se livrar do trio, o Monstro Entre Homens retorna o título universal para Rollins e aperta sua mão. Na semana seguinte no Raw , ele derrotou AJ Styles por desqualificação, após intervenção externa de Luke Gallows , mas não ganhou o título dos Estados Unidos . Atacado pelo trio OC , ele é apoiado por Seth Rollins, que vem em seu socorro. Mais tarde naquela noite, ele e The Architect se tornaram os novos Tag Team Champions do Raw , derrotando Luke Gallows e Karl Anderson . O26 de agostono Raw , ele desafia seu próprio parceiro Seth Rollins , em uma luta do Clash of Champions pelo título Universal , que ele aceita. Mais tarde naquela noite, ele perdeu para AJ Styles por desqualificação, cujo jogo estava em jogo pelo título dos Estados Unidos . Após o jogo, ele sozinho se livra do trio OC .
Na semana seguinte no Raw , ele e Seth Rollins derrotaram Luke Gallows e Karl Anderson em uma luta sem apostas. Após a luta, a dupla é atacada pelo trio OC , acompanhado por Robert Roode e Dolph Ziggler . O9 de setembrono Raw , Seth Rollins e ele finalmente assinam o contrato para a luta pelo título Universal e Clash of Champions , sob a tutela de Stone Cold Steve Austin . No final da noite, eles venceram com Cedric Alexander & the Viking Raiders , o 10-Man Tag Team Match , contra o trio OC , Dolph Ziggler e Robert Roode . O15 de setembroem Clash of Champions , Seth Rollins e ele perderam para Robert Roode e Dolph Ziggler , não mantendo seus títulos. Mais tarde, ele não ganhou o título Universal , batido pelo Arquiteto . No dia seguinte no Raw , ele ataca os novos campeões de tag team do SmackDown & Raw . Na semana seguinte no Raw , sua luta contra Seth Rollins terminou em No Contest , quando ele foi atacado por "The Fiend" Bray Wyatt .

#### Campeão Intercontinental e derrota do título (2019-2020)
O 4 de outubrona SmackDown , Heavy Machinery, the Miz e ele derrotam Randy Orton , AJ Styles , Robert Roode e Dolph Ziggler em uma luta de equipes de 8 homens . Durante a luta, ele conhece Tyson Fury , presente na primeira fila da arquibancada, e a troca vai bem. Mas depois, ele deliberadamente joga Dolph Ziggler sobre o último. Após o encontro, o boxeador quer enfrentar o Monstro Entre Homens , mas é interrompido pelo segurança. O7 de outubroNo Raw , ele é confrontado pelo boxeador, resultando em uma briga entre os dois, que estão separados pelos seguranças e pelos Superstars do plantel. O11 de outubrono SmackDown , durante o Draft , ele foi anunciado para ser transferido para o show azul por Stephanie McMahon . O14 de outubrono Raw , ele assina o contrato de luta entre Tyson Fury na Crown Jewel . O18 de outubrono SmackDown , ele vence Drew Gulak , que também se junta ao show azul. O31 de outubroem Crown Jewel , ele perde para Tyson Fury por Count Out . O8 de novembroNo SmackDown , Tyson Fury o oferece para formar uma equipe e ele aceita. Eles são, então, interrompida pela B-Team . Tyson Fury nocauteia Bo Dallas com um soco, enquanto o Monstro Entre Homens carrega um Running Powerslam para Curtis Axel . O20 de dezembrono SmackDown , ele vem em auxílio do New Day , atacado por Sami Zayn , Cesaro & Shinsuke Nakamura . Na semana seguinte, no SmackDown , Him & New Day derrotou Cesaro , Shinsuke Nakamura e Sami Zayn em uma luta de equipes de 6 pessoas . Após a luta, ele faz uma pequena demonstração de balanço.
O 3 de janeiro de 2020no SmackDown , ele bate Cesaro . Na semana seguinte no SmackDown , ele derrotou Shinsuke Nakamura (acompanhado por Sami Zayn ) em uma luta sem apostas. O17 de janeirono SmackDown , ele vem em auxílio de Elias , sendo atacado por Sami Zayn , Shinsuke Nakamura e Cesaro. Na semana seguinte no SmackDown , ele e Elias venceram Nakamura e Cesaro. O26 de janeiroo Royal Rumble , ele entrou no Royal Rumble masculino em 14 ª posição, mas Keith Lee e ele são removidos simultaneamente por Brock Lesnar . O31 de janeiroNo Super SmackDown , ele se torna o novo Campeão Intercontinental ao derrotar Shinsuke Nakamura , conquistando o primeiro título solo de sua carreira. Na semana seguinte no SmackDown , enquanto comemorava sua vitória, ele foi interrompido por Sami Zayn e Shinsuke Nakamura , antes de ser atacado por trás pelo Revival , acompanhado pelos dois Heels . O14 de fevereiroNo SmackDown , ele vem em auxílio de Elias que interrompeu o show de Zayn e Cesaro, em seguida, ataca os dois Heels . Na semana seguinte no SmackDown , ele e Elias derrotaram Cesaro e Shinsuke Nakamura em uma Symphony of Destruction Match . O8 de marçona Elimination Chamber , ele perdeu para Sami Zayn , Shinsuke Nakamura e Cesaro em um Handicap Match 3-a-1 , não mantendo o título, em benefício do primeiro.

#### Campeão universal e perda do título (2020)
No dia 4 de abril, na WrestleMania 36 , ele se tornou WWE Universal Champion pela primeira vez em sua carreira, derrotando Goldberg , tendo substituído Roman Reigns (este último desistiu de sua luta devido à pandemia covid-19 ). Em 10 de abril no SmackDown , ao comemorar sua vitória, ele é interrompido por Shinsuke Nakamura que o confronta. Distraído por Cesaro , ele recebe um chute circular dos japoneses . Mais tarde naquela noite, ele derrotou Nakamura . Após a luta, Bray Wyatt o confronta e deseja desafiar O Monstro Entre Homens pelo título Universal, que ele aceita quando e onde Wyatt quiser. 08 de maio, no SmackDown, ele confronta Bray Wyatt. Duas noites depois, no Money in the Bank, ele manteve o título ao vencer Bray Wyatt . Em 15 de maio no SmackDown, ele e Otis derrotaram The Miz e John Morrison. Na semana seguinte do SmackDown, ele venceu o Miz. Após a partida, John Morrison o desafia em uma Handicap Match 2-a-1 com o Miz, pelo título Universal no Backlash , que ele aceita.
Em 12 de junho no SmackDown, Heavy Machinery e ele derrotam Dolph Ziggler , the Miz e John Morrison em uma luta de times de 6 homens . Duas noites depois, no Backlash , ele manteve o título ao derrotar Miz & Morrison em uma partida de handicap 2 contra 1 . O26 de junhono SmackDown , ele desafia Bray Wyatt para Extreme Rules em um Wyatt Swamp Fight . O19 de julhoem Extreme Rules , ele perde para o último em um Wyatt Swamp Fight .
O 7 de agostona SmackDown , ele desafia "The Fiend" Bray Wyatt pelo título Universal no SummerSlam , que este último aceita. Na semana seguinte no SmackDown , ele reaparece com um novo visual e ataca Alexa Bliss, que tentou em vão argumentar com ele, "salvo" por "The Fiend" Bray Wyatt . O23 de agostono SummerSlam , ele perdeu para "The Fiend" Bray Wyatt em uma partida Falls Count Anywhere , não conseguindo manter seu título Universal . Após a luta, ele e seu oponente são atacados por Roman Reigns , fazendo um retorno surpresa, carregando uma lança . a28 de agostono SmackDown , ele bate Drew Gulak . Após a luta, ele assina o contrato No Holds Barred Triple Threat Match que o coloca contra "The Fiend" Bray Wyatt e Roman Reigns pelo título Universal em Payback . O30 de agostoem Payback , ele perdeu o No Holds Barred Triple Threat Match para Roman Reigns , falhando em ganhar o título Universal , que também incluiu "The Fiend" Bray Wyatt .

#### Draft paraRawe Rivalry com Shane McMahon, em seguida, partida (2020-2021)
O 5 de outubrono Raw , sua luta contra Keith Lee termina em Double Count Out . Na semana seguinte no Raw , durante o Draft , ele foi anunciado para ser transferido para o show vermelho por Stephanie McMahon . O16 de outubrona SmackDown , ele não ganhou o título Universal , batido por Roman Reigns . O19 de outubrono Raw , ele venceu Keith Lee . O2 de novembrono Raw , ele venceu uma Triple Threat Match , derrotando Sheamus e Keith Lee , juntando-se à equipe masculina no Red Show no Survivor Series . Na semana seguinte no Raw , ele e Sheamus perdem para Keith Lee e Riddle . O16 de novembrono Raw , ele e Riddle , Keith Lee e Sheamus perdem para RETRIBUTION em uma luta de equipes de 8 homens . O22 de novembrono Survivor Series , o Team Raw ( AJ Styles , Sheamus , Riddle , Keith Lee e ele) derrotou o Team SmackDown ( Kevin Owens , Jey Uso , King Corbin , Seth Rollins e Otis ) em uma partida de eliminação 5-contra-5 do Survivor Series para o Homem Tradicional . No dia seguinte no Raw , ele bate em Adam Pearce e é suspenso por tempo indeterminado. Lesionado no joelho durante a Survivor Series , ele deve estar ausente por um período indefinido.
O 29 de janeiro de 2021Na SmackDown , volta a regressar, após dois meses de ausência, atacando AJ Styles , Cesaro e Sami Zayn . O31 de janeirono Royal Rumble , ele entrou no Royal Rumble masculino na última posição, eliminando AJ Styles , Sheamus e Cesaro , antes de ser eliminado pelo futuro vencedor, Edge . O22 de fevereirono Raw , ele perde para Bobby Lashley , não participando da luta pelo título da WWE na próxima semana. Na semana seguinte no Raw , ele e Adam Pearce não conseguiram ganhar os títulos de tag team do Raw , que foram derrotados pelo Hurt Business ( Cedric Alexander e Shelton Benjamin ). O15 de marçono Raw , uma luta entre Shane McMahon e ele em Fastlane é anunciada. O21 de marçoem Fastlane , ele venceu Elias , substituindo o ferido Shane McMahon . No dia seguinte no Raw , ele venceu Elias novamente . Após a luta, ele é atacado por Shane McMahon , que o desafia para uma luta na WrestleMania 37 , que este aceita. Na semana seguinte no Raw , ele derrotou Jaxson Ryker . Após a luta, ele escolheu uma Steel Cage Match como estipulação para sua luta contra Shane McMahon na WrestleMania 37 .
O 5 de abrilno Raw , ele venceu Elias e Jaxson Ryker em um Handicap Match 2 contra 1 . O10 de abrilna WrestleMania 37 , ele derrotou Shane McMahon em uma Steel Cage Match . Na semana seguinte no Raw , ele perdeu uma Triple Threat Match para Drew McIntyre , que também incluía Randy Orton , falhando em se tornar o contendor nº 1 da WWE na WrestleMania Backlash. O19 de abrilno Raw , ele e Drew McIntyre perderam para Mace e T-Bar por desqualificação, desmascarando seus dois oponentes. Na semana seguinte no Raw , ele e Drew McIntyre perderam para Mace e T-Bar . Mais tarde naquela noite, ele venceu o escocês, contribuindo para a luta pelo título da WWE no WrestleMania Backlash. O16 de maiona WrestleMania Backlash, ele perdeu uma Triple Threat Match para Bobby Lashley , que também incluía Drew McIntyre , não ganhando o título da WWE . O2 de junho, WWE anuncia sua demissão, junto com a de Aleister Black , Murphy , Lana , Ruby Riott e Santana Garrett .
Ring of Honor (2021-presente)

Ainda no ano de 2021 Strowman assinou com a Ring of Honor onde participou do último evento da companhia até então.

## No wrestling
- Movimentos de finalização
  - Running Powerslam
  - Canadian Cutter
  - Oklahoma Stampede Slam
- Movimentos secundários
  - Military press drop
  - Standing body block

- Managers
  - Bray Wyatt
  - Luke Harper

- Alcunhas
  - "(Sister Abigail's) Black Sheep"[13]
  - "The New Face of Destruction"[14][15]
  - "The Monster Among Men"

- Temas de entrada
  - "Live in Fear" por Mark Crozer[16] (24 de agosto de 2015–24 de julho de 2016; usado enquanto parte da The Wyatt Family)
  - ''I Am Stronger'' ´por CFO$ (25 de julho de 2016-presente)

## Títulos e prêmios
- WWE
  - WWE Universal Championship (1 vez)
  - WWE Intercontinental Championship (1 vez)
  - WWE Raw Tag Team Championship (2 vezes) – com Nicholas e Seth Rollins
  - WWE Greatest Royal Rumble Championship (2018)
  - Money In The Bank (2018)
  - André the Giant Memorial Trophy (2019)